# Deutsches Jugendherbergswerk

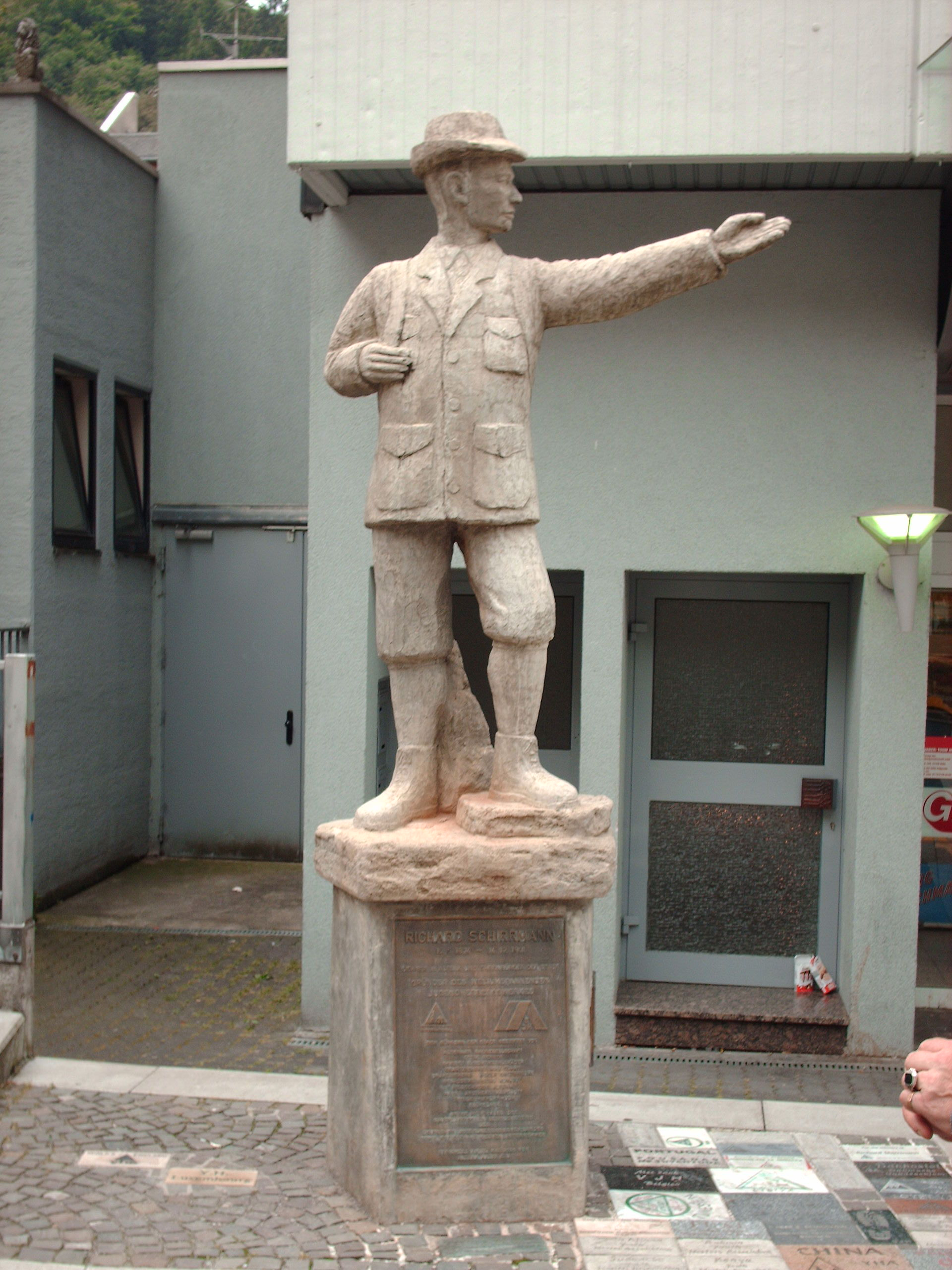
Statue Richard Schirrmanns in Altena

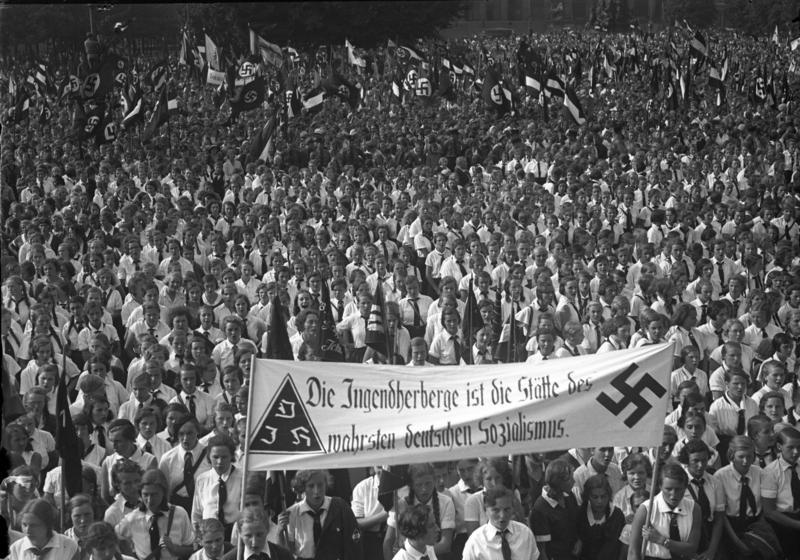
Aufmarsch der Hitlerjugend im Berliner Lustgarten am 19. August 1933, Transparent mit DJH-Logo, Hakenkreuz und Wahlspruch: „Die Jugendherberge ist die Stätte des wahrsten deutschen Sozialismus.“

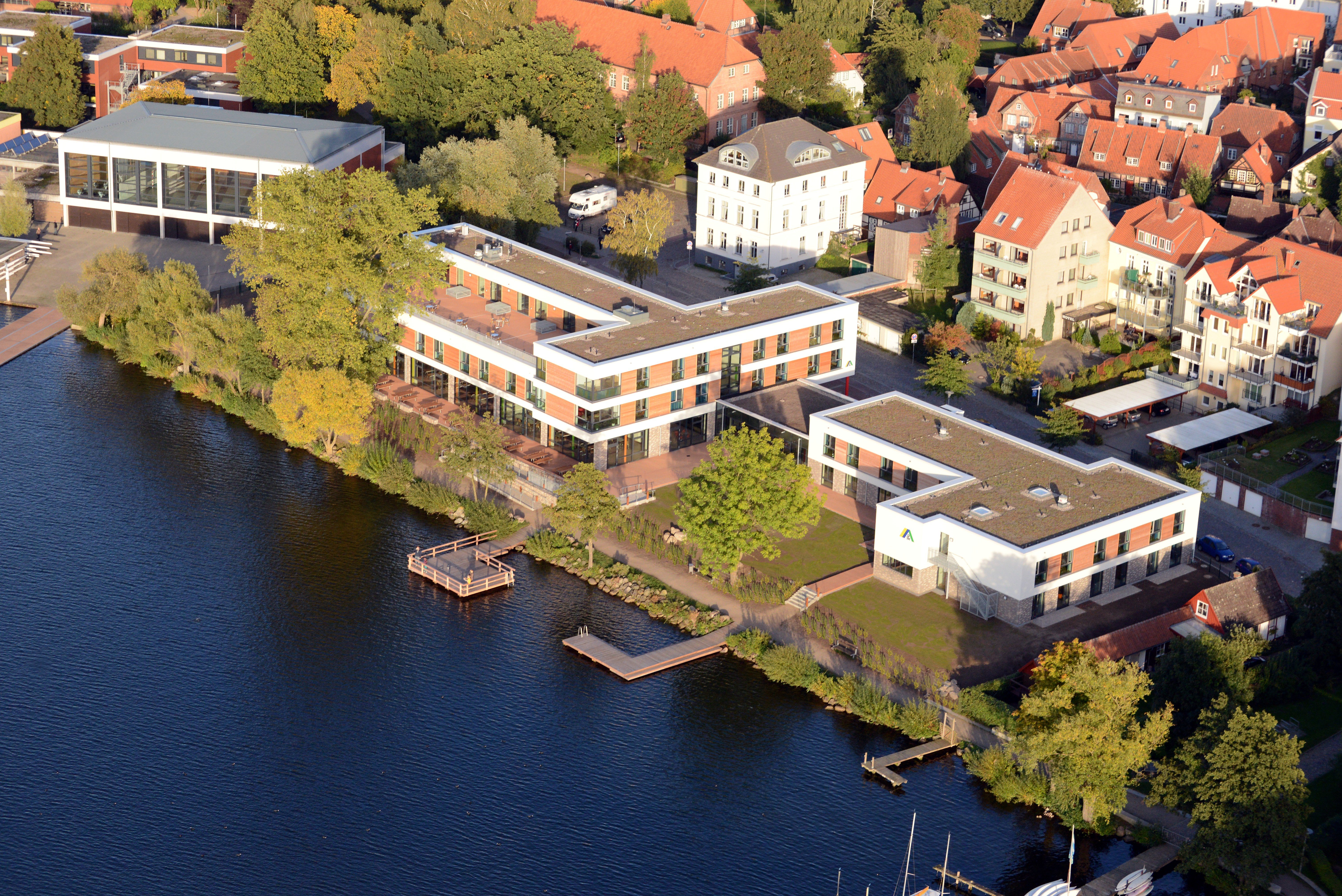
DJH-Jugendherberge Ratzeburg – Luftbild

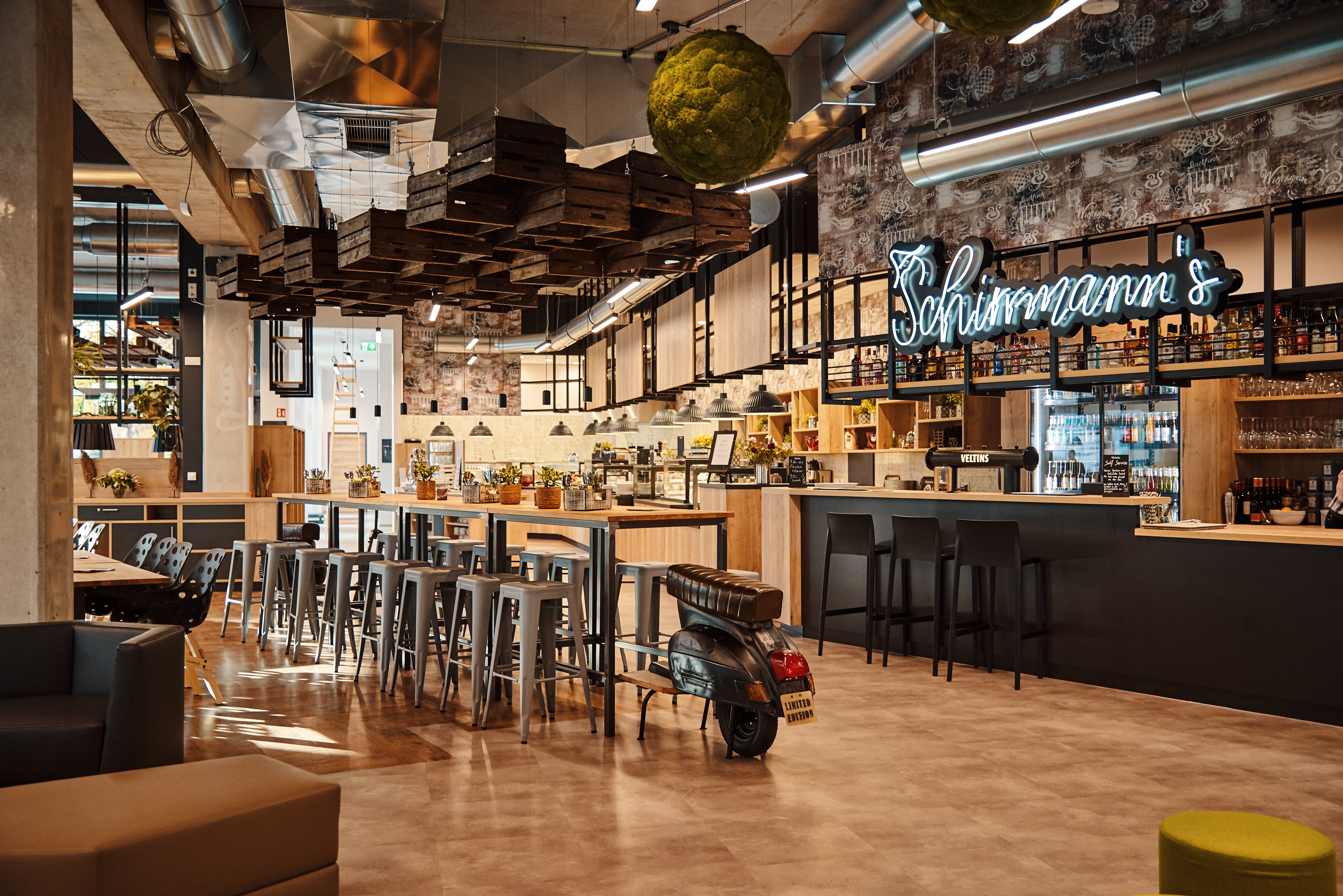
Bistro „Schirrmann's“ in der Jugendherberge Oldenburg

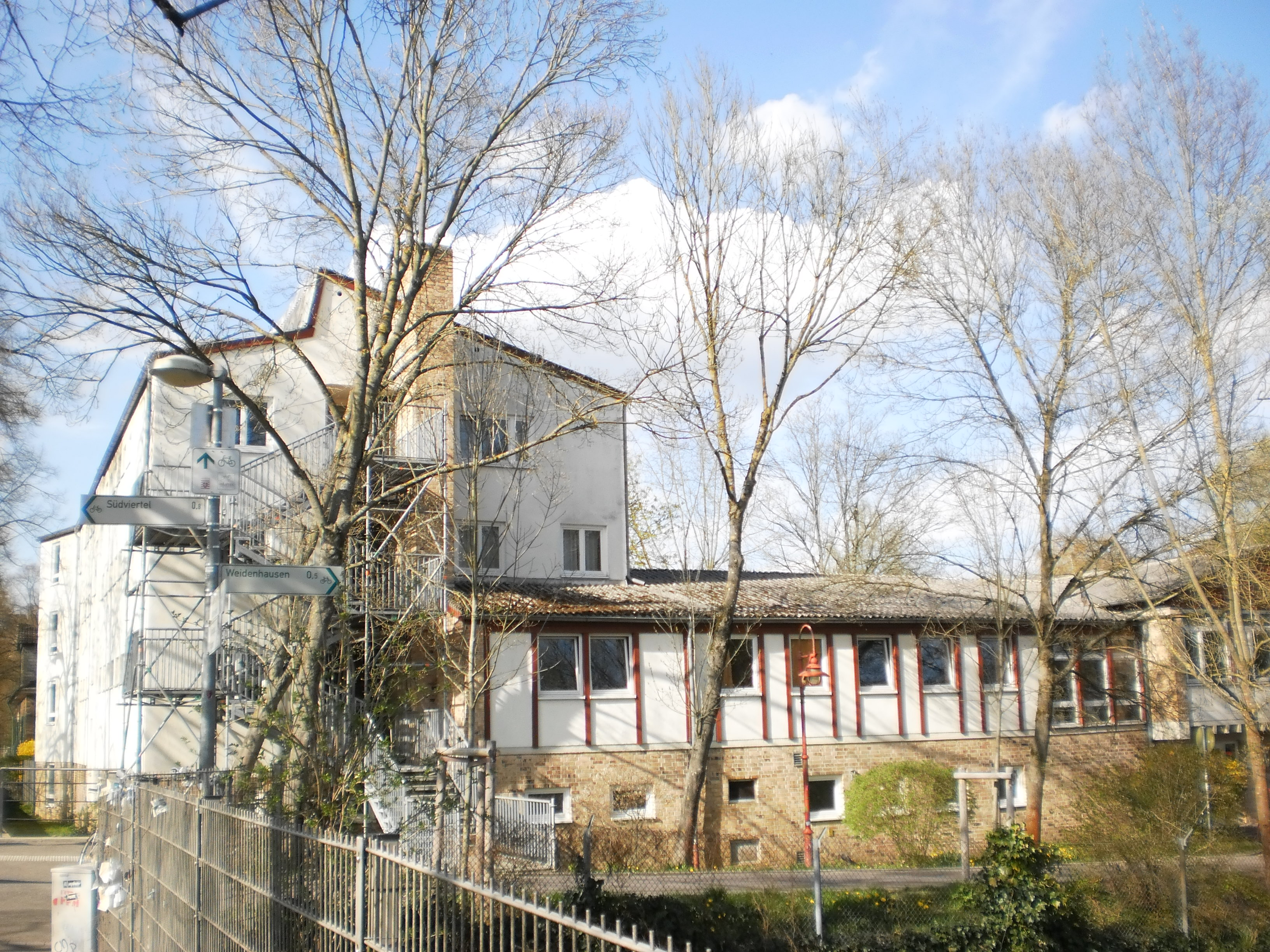
Ein etwas älteres Haus in Marburg (2016), vier Jahre vor Rückbau

Das Deutsche Jugendherbergswerk (DJH) ist ein gemeinnütziger eingetragener Verein. Über seine Landesverbände ist er Träger von 392 Jugendherbergen in Deutschland (Stand 31. Dezember 2024) und damit größtes Mitglied des internationalen Jugendherbergsverbandes Hostelling International (HI). Der Hauptverband mit Sitz in Detmold gliedert sich in 14 Landesverbände und 39 ehrenamtlich tätige Orts- und Kreisverbände. Er hat rund 2,4 Millionen Mitglieder.
Eine Mitgliedschaft beim Deutschen Jugendherbergswerk ist die Voraussetzung für eine Übernachtung in einer Jugendherberge in Deutschland. Im Ausland können DJH-Mitglieder in zu Hostelling International zusammengeschlossenen Jugendherbergen übernachten oder bekommen dort Preisnachlässe. Die DJH-Mitgliedschaft wird mit dem jeweils für den Wohnsitz zuständigen Landesverband abgeschlossen. Darüber hinaus können Körperschaften (beispielsweise Vereine oder Schulen) eine körperschaftliche Mitgliedschaft beantragen.
Nach der Feuerwehr, dem Technischen Hilfswerk, dem Deutschen Roten Kreuz, dem Weißen Ring und den Johannitern belegt das DJH in der Studie GemeinwohlAtlas 2019 den 6. Platz von insgesamt 137 abgebildeten Organisationen. In der ersten Studie von 2015 rangierte das DJH auf Platz 8.
Schirmherr des Deutschen Jugendherbergswerks e. V. ist seit 2017 Bundespräsident Frank-Walter Steinmeier. Das Deutsche Jugendherbergswerk ist Mitglied im Netzwerk Europäische Bewegung.

## Geschichte
Der Lehrer Richard Schirrmann (1874–1961) wurde 1903 nach Altena im Sauerland versetzt und trat dort dem Sauerländischen Gebirgsverein (SGV) bei. 1907 übernahm er die Leitung einer Studenten- und Schülerherberge in Altena. Nachdem er 1909 Kontakt zu einer Wandervogel-Gruppe hatte, die von Burkhart Schomburg geleitet wurde, gründete er in Altena eine eigene Wandervogelschar. Schirrmann datierte die Geburt der Jugendherbergsidee auf den 26. August 1909. Damals waren seine Schüler und er auf einer achttägigen Wanderung von Altena nach Aachen und gerieten bei Bröl (Rhein-Sieg-Kreis) in ein Unwetter. Sie suchten Schutz und Unterkunft in der Scheune eines Bauern. Als sie dort abgewiesen wurden, wandte Schirrmann sich an die nahegelegene Dorfschule, die wegen der Schulferien leer stand. Die Frau des Schulleiters gewährte der Gruppe Unterkunft; vom Bauern kam immerhin das Haferstroh. Diese Erfahrung brachte Schirrmann auf den Gedanken, dass Unterbringungen ähnlicher Art jedem Reisenden zur Verfügung gestellt werden sollten (in Erinnerung daran wurde die Schule später Richard-Schirrmann-Schule genannt). 1910 schrieb Schirrmann einen Aufsatz über Volksschülerherbergen und rief zu Spenden auf. Von dem Erlös wurden in drei Schulen Ferienherbergen eingerichtet.
Schirrmann sowie die Mitbegründer Wilhelm Münker und Julius Schult waren leitende SGV-Vereinsfunktionäre, die das Jugendherbergswesen zunächst für ihre vereinsinterne Jugendarbeit ins Leben riefen. Die erste (Ferien-)Jugendherberge wurde 1912 in Altena eröffnet. Der Sauerländische Gebirgsverein gründete in dem Jahr einen „Ausschuß für Jugendherbergen“ mit Schirrmann als Vorsitzendem, Münker als Geschäftsführer und Schult als drittem Vorstandsmitglied. Schirrmann und seine Familie bezogen 1912 eine Wohnung auf Burg Altena. Zusätzlich zu seinem Beruf als Lehrer wurde er Herbergsvater. Die erste ständige Jugendherberge eröffnete 1914 in der Burg Altena.
Das Deutsche Jugendherbergswerk war zu seiner Gründungszeit personell und logistisch eng mit dem Sauerländischen Gebirgsverein (SGV) verknüpft. Die Verwaltung des Deutschen Jugendherbergswerks hatte ihren Sitz in der Anfangszeit daher auch in der Hauptgeschäftsstelle des SGV in Arnsberg.
1919 wurde der „Zentrale Hauptausschuß für Jugendherbergen“ ins Leben gerufen. 1932 gab es in Deutschland 2.123 Jugendherbergen mit mehr als 4,5 Millionen Übernachtungen. Die International Youth Hostel Federation wurde in diesem Jahr gegründet. Zwischen 1928 und 1938 wurde zudem das von Guido Rotter initiierte Netz der Studenten- und Schülerherbergen in das Jugendherbergswerk integriert.
Richard Schirrmann ist als völkischer Nationalist charakterisiert worden. Er wollte das Wandern der deutschen Jugend fördern; dies sollte zu mehr Heimat- und Vaterlandsliebe führen und körperliche und mentale Voraussetzungen schaffen, die deutsche Nation in einem Krieg zu verteidigen. Daneben flossen in das Konzept Ideen der Lebensreform, der Reformpädagogik und der Jugendbewegung ein. Aufgrund ihrer Orientierung profitierte die Bewegung von der Förderung durch Staat und Gesellschaft und konnte noch während des Ersten Weltkriegs die Grundlagen für den das ganze Reichsgebiet umfassenden Verband legen.
Am 12. März 1933 unterzeichnete Schirrmann als Vorsitzender des Reichsverbandes für deutsche Jugendherbergen das Kösener Abkommen zur Zusammenarbeit von Jugendherbergsverband und Reichsjugendführung der NSDAP, das zur Integration des Verbandes in die Hitler-Jugend führte. Durch dieses Abkommen und weitere Maßnahmen der Selbstgleichschaltung wie das Entfernen der seit 1919 aufgenommenen sozialdemokratischen (und wenigen jüdischen) Funktionäre aus ihren Ämtern demonstrierten die Funktionäre ihre Kooperationsbereitschaft.
Nach dem Zweiten Weltkrieg gründete sich der Hauptverband 1949 auf der Burg Altena neu. 1990 traten ihm auch die Landesverbände der neuen Bundesländer bei. Zum 100-Jahr-Jubiläum 2009 erschienen eine 55-Ct-Sondermarke der Deutschen Post und eine Gedenkmünze im Wert von 10 Euro mit der Randschrift „BEGEGNUNG GEMEINSCHAFT TOLERANZ“. Zum 111. Geburtstag der Jugendherbergen veröffentlichte die Ideale Band presented by Jonny vom Dahl den Song „Anders als du denkst“ auf Youtube. Mit dem Lied will sich der Verband vor allem bei seinen rund 2,4 Millionen Mitgliedern für ihre Unterstützung bedanken.
Das deutsche Jugendherbergswerk erhält jährliche Zuschüsse von Bund und Ländern in Höhe von 3 Millionen Euro. 2014 reichte der Hostel-Betreiber A&O Hotels and Hostels bei der EU-Kommission eine Beschwerde gegen diese Subvention ein. Im Oktober 2015 stellte die EU-Kommission fest, dass die Umsatzsteuer-Befreiung zulässig ist. In einem Beschluss aus dem Mai 2017 genehmigte die EU-Kommission die Beihilfen, bei einer Beschwerde vor dem Gericht der Europäischen Union wurde dieser Beschluss im März 2019 jedoch für nichtig erklärt und eine neuerliche Prüfung veranlasst.
Wegen der im Zuge der Coronavirus-Pandemie beschlossenen Reisebeschränkungen und Beherbergungsverbote mussten im März 2020 alle DJH-Jugendherbergen ihren Betrieb einstellen. Ausgenommen waren lediglich die Häuser, die Gäste aus zwingend notwendigen Zwecken aufnehmen konnten oder für temporäre Sondernutzungen (Obdachlosenunterkunft, Fieberambulanz, Frauenhaus u. a.) umfunktioniert wurden. Mit dem Wegfall aller Beschränkungen sowie Maßnahmen konnte das Deutsche Jugendherbergswerk 2022 wieder zum uneingeschränkten Betrieb zurückkehren. Mit insgesamt rund 9 Millionen Übernachtungen in rund 400 Jugendherbergen erreicht der Verband heute wieder annähernd das Niveau vor der Corona-Pandemie erreicht. Wichtigste Gästegruppe 2024 waren Schulen/Hochschulen (41 Prozent der Übernachtungen) vor Familien (20 Prozent der Übernachtungen). Fast 16.000 neue Mitgliedschaften konnte das DJH 2024 verzeichnen. Insgesamt gehören dem DJH 2.383.560 Mitglieder an (Stand 31. Dezember 2024).

## Landesverbände
Das Deutsche Jugendherbergswerk ist in 14 eigenständige Landesverbände aufgegliedert. Jeder Landesverband ist dabei rechtlich und organisatorisch selbstständig und ein unabhängiges Mitglied im DJH. Die Landesverbände sind:
- Landesverband Baden-Württemberg e. V.
- Landesverband Bayern e. V.
- Landesverband Berlin-Brandenburg e. V.
- Landesverband Hannover e. V.
- Landesverband Hessen e. V.
- Landesverband Mecklenburg-Vorpommern e. V.
- Landesverband Nordmark e. V. (Hamburg, Schleswig-Holstein und Nord-Niedersachsen)
- Landesverband Rheinland e. V.
- Landesverband Rheinland-Pfalz/Saarland e. V.
- Landesverband Sachsen e. V.
- Landesverband Sachsen-Anhalt e. V.
- Landesverband Thüringen e. V.
- Landesverband Unterweser-Ems e. V.
- Landesverband Westfalen-Lippe gGmbH